# Politique étrangère de Niue
Niue est, au même titre que les Îles Cook, un territoire en libre association avec la Nouvelle-Zélande. Selon les accords en vigueur depuis l'accès de l'île au statut de libre association en 1974, Niue est pleinement autonome sur le plan de la politique intérieure, mais la Nouvelle-Zélande assure sa défense militaire et conserve de jure sa juridiction sur le plan des affaires étrangères.
Néanmoins, dans les années 1990, les Îles Cook établissent un précédent en nouant des relations diplomatiques avec des États étrangers. À Niue, le gouvernement de Frank Lui obtient de la Nouvelle-Zélande au début des années 1990 la reconnaissance de son droit à une politique étrangère indépendante. Ce n'est toutefois qu'en décembre 2007 que le pays établit des relations diplomatiques officielles avec un État étranger, la République populaire de Chine. La Nouvelle-Zélande tolère cette confirmation de l'indépendance de facto de l'île et, en octobre 2008, l'ambassadeur de Chine auprès de Niue, résidant en Nouvelle-Zélande, est le premier ambassadeur auprès de Niue à visiter l'île afin d'y être formellement reconnu.
Le 29 mai 2023, en marge du premier sommet Corée - Îles du Pacifique à Séoul, le Premier ministre niuéen Dalton Tagelagi et le ministre sud-coréen des Affaires étrangères Park Jin (en) signent l'établissement de relations diplomatiques entre leurs deux pays.

Relations internationales de Niue
Niue
États ayant des relations diplomatiques avec Niue

## Ambassades
Niue maintient un seul haut-commissariat (ambassade) à l'étranger, en Nouvelle-Zélande. 
| État             | Relations diplomatiques depuis... | Ambassade niuéenne | Ambassade de l'État étranger | Importance et remarques |
| ---------------- | --------------------------------- | --- | --- | ----------------------- |
| Nouvelle-Zélande |                                   | La Nouvelle-Zélande possède un haut-commissariat à Alofi. page web : https://www.mfat.govt.nz/en/countries-and-regions/pacific/niue/new-zealand-high-commission/ | Niue possède un haut-commissariat à Wellington. Depuis 2017, le haut-commissaire niuéen est Fisa Pihigia, ancien ministre des Finances, succédant à O'love Jacobsen. page web : https://www.gov.nu/wb/pages/niue-new-zealand-high-commission.php |                         |
| Australie        |                                   | L'Australie a ouvert le 26 août 2020 un haut-commissariat à Alofi. page web : https://niue.highcommission.gov.au                                                 | Niue n'a pas de représentation diplomatique en Australie. Le haut-commissariat niuéen en Nouvelle-Zélande est accrédité auprès de l'Australie.                                                                                                   |                         |